# IB3 Ràdio
IB3 Ràdio és una emissora de ràdio creada en 2004 i gestionada per l'empresa pública Ràdio de les Illes Balears que pertany a l'Ens Públic de Radiotelevisió de les Illes Balears. Va iniciar les seves emissions en proves el 31 de desembre de 2004, i les regulars l'1 de març de 2005.
El seu director des de 2011 fins al 2013 fou Xavier Muntaner Roca, substituït en 2013 per José María Castro Catena, imputat pel cas Ibatur. Mar Cerezález Núñez n'és la directora des del gener de 2016.

## Programes[calcitació]
- Aire
- Al dia
- Aquest Nadal ens posam guapos!
- Balears fa ciència
- Connexió Local (amb col·laboració de les ràdios municipals de les Illes Balears)
- Darrer vol a Formentera
- De tot color
- Del camp a la mar
- De l’infern al cel
- Disbauxa
- Dones
- Els entusiastes
- Emblemàtics
- Esports 3
- Feim kilometres
- Fila 3
- Flors en el desert
- Fons d'armari
- Font de misteris
- IB3 Música
- Incorporació immediata
- Informatius IB3 Ràdio
- Jazz Time
- Justa de mots
- La gran vida
- La ruta de l'Orfeu
- La tertúlia hipotètica
- L’Aviador
- Mediterràdio
- Memòria negra
- Multiplex
- No apaguis el llum
- No venim amb manual
- Noguera & Noguera
- Nura
- Som grans
- Tea3
- Temps de creure
- Vitamina 3
- Vida saludable
- Volem la copa
- Xiu-xiu[6]

## Logotips

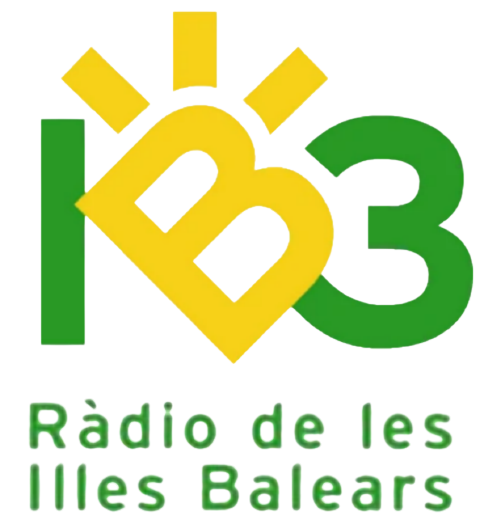
Des del 2005 fins al 2008
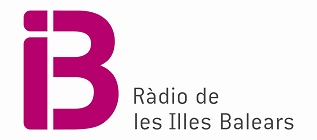
Des del 2008

## Freqüències
Aquestes són les freqüències en què emet l'emissora:
- Mallorca: 106.8
- Menorca: 88.6
- Eivissa i Formentera: 93.7
- Andratx (Mallorca): 89.2
- Calvià (Mallorca): 92.7
- Alcúdia (Mallorca): 89.2
- Pollença (Mallorca): 89.7
- Sóller (Mallorca): 89.2
- Capdepera (Mallorca): 96.4
- Sant Josep de la Talaia (Eivissa): 89.7
- Ciutadella (Menorca): 104.2